# Cykelled

Cykelledsmärke

Cykelled är en längre cykelväg som går i något landskap, eller som Banvallsleden, som går genom flera. Oftast är denna avsedd för att cyklister ska kunna göra utflykter i natursköna områden.